# Mil Mi-26
Die Mil Mi-26 (russisch Миль Ми-26, NATO-Codename Halo) ist der schwerste, stärkste und größte in Serie gebaute Hubschrauber der Welt. Sie wurde Anfang der 1970er-Jahre in der Sowjetunion als Ersatz für die ähnlich konstruierte Mi-6 entwickelt, bietet aber wesentlich mehr Leistung.

## Beschreibung

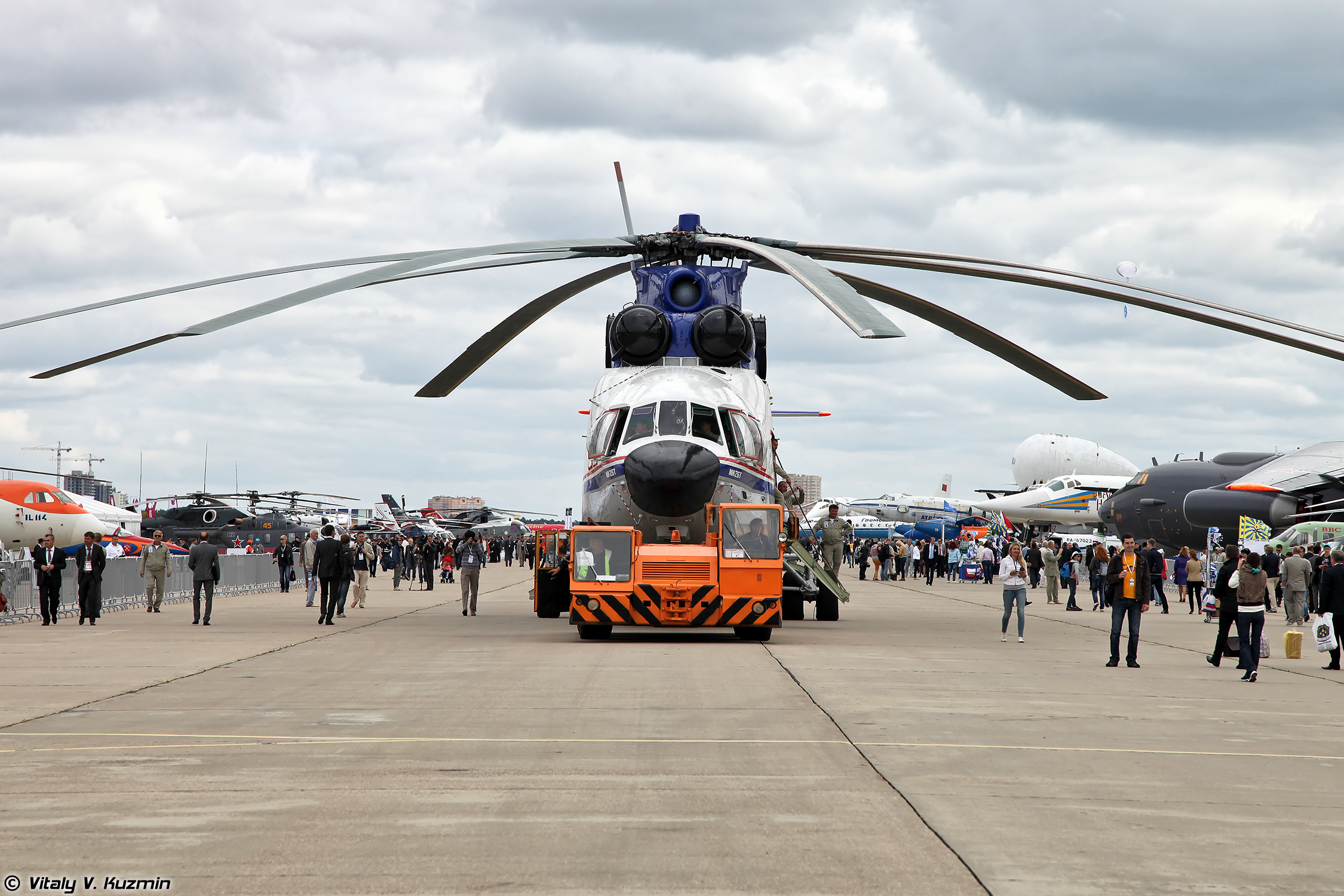
Mi-26 auf der MAKS 2013

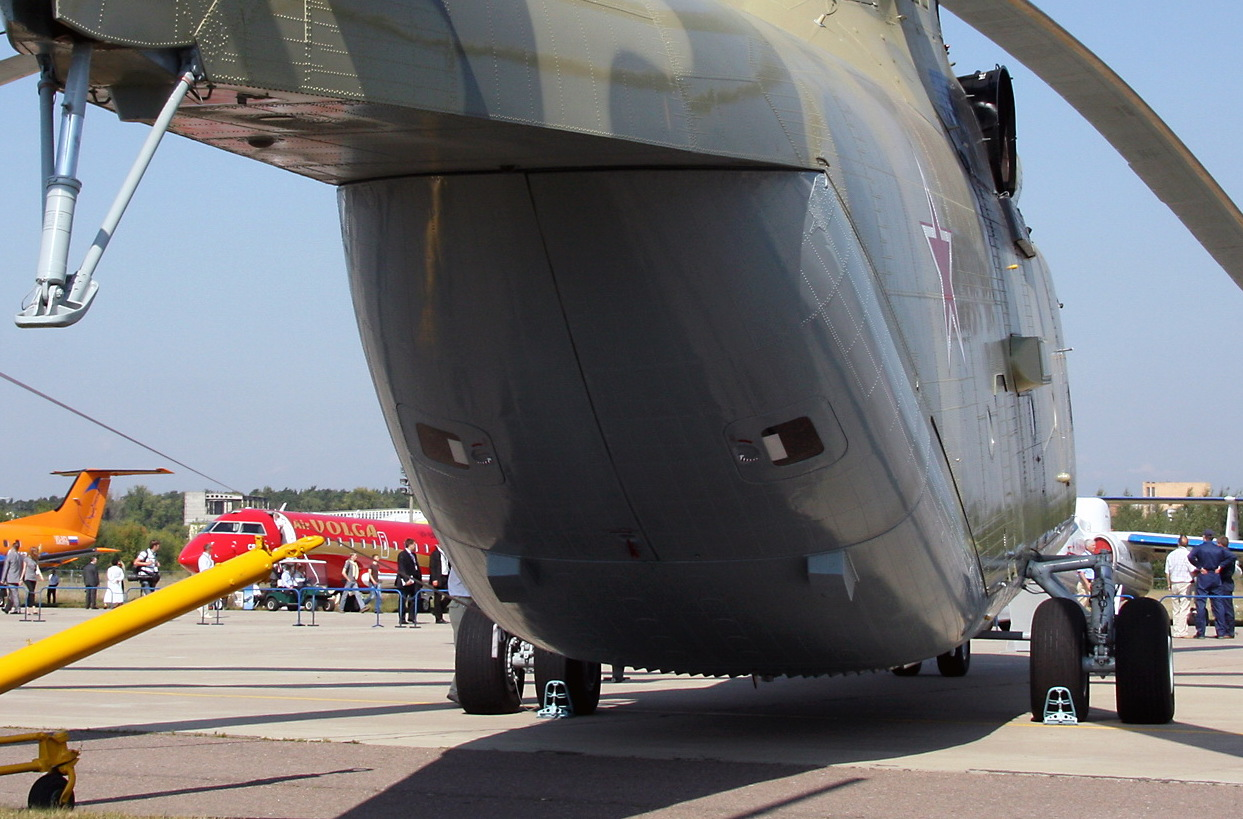
Heckpartie mit Klappen der Ladeluke

Die Mi-26 ist mit einem achtblättrigen Rotor mit Titan-Rotorkopf ausgestattet. Die fünfköpfige Besatzung aus Pilot, Copilot, Navigator, Ingenieur und einem Flugtechniker ist in einer Druckkabine untergebracht. Rotorblätter, Cockpitscheiben und die Turbineneinlässe sind beheizbar, um einen Einsatz auch bei tiefsten Temperaturen zu ermöglichen. Die Außenhaut des Rumpfes besteht aus Aluminium.
Bei der militärischen Variante können zusätzlich Panzerplatten an der Unterseite, dem Achterschott und den Cockpitseiten angebracht werden, um die Besatzung vor Flugabwehrfeuer vom Boden zu schützen. Vier der acht Treibstofftanks und die Turbinen sind bei dieser Variante ebenfalls durch eine leichte Panzerung geschützt. Das gesamte Vorderteil des Rumpfes kann für Wartungs- und Instandsetzungsarbeiten vom restlichen Hubschrauber getrennt werden, indem die Verbindungsbolzen gelöst werden.
Der Laderaum ist über Heckklappen und eine Laderampe zugänglich. Um das Beladen unterstützen zu können, verfügt der Hubschrauber über zwei elektrische LG-1500-Winden, die Lasten bis zu fünf Tonnen in den Laderaum ziehen können.
Der Frachtraum der Mi-26 ist größer als der des viermotorigen Frachtflugzeuges Antonow An-12 und kann 60 Patienten auf Tragen plus Pfleger oder zwei Luftlandeschützenpanzer BMD aufnehmen. In der Version TM beträgt die Nutzlast 22.000 kg, alternativ können unterhalb des Rumpfes sperrige Lasten mit bis zu 20.000 kg an Stahlseilen getragen werden.
Die Passagierversion bietet Sitzplätze für 82 Passagiere oder kann 68 voll ausgerüstete Fallschirmjäger transportieren.
Um den taktischen und fliegerischen Wert des Hubschraubers zu steigern, wurde er mit einem Autopiloten, einer automatischen Schwebeflug-Stabilisierungsanlage und neuester Avionik für den Nachtflug ausgestattet.
Der Jungfernflug fand am 14. Dezember 1977 statt. Am 3. Februar 1982 stellte die Mi-26 eine Reihe neuer Rekorde auf, darunter ein Flug mit einem Gesamtgewicht von 56.769 kg in 2.000 m Höhe. Ab 1985 wurde der Hubschrauber mit 60 Exemplaren bei der damaligen sowjetischen Luftwaffe eingeführt.

## Entwicklung

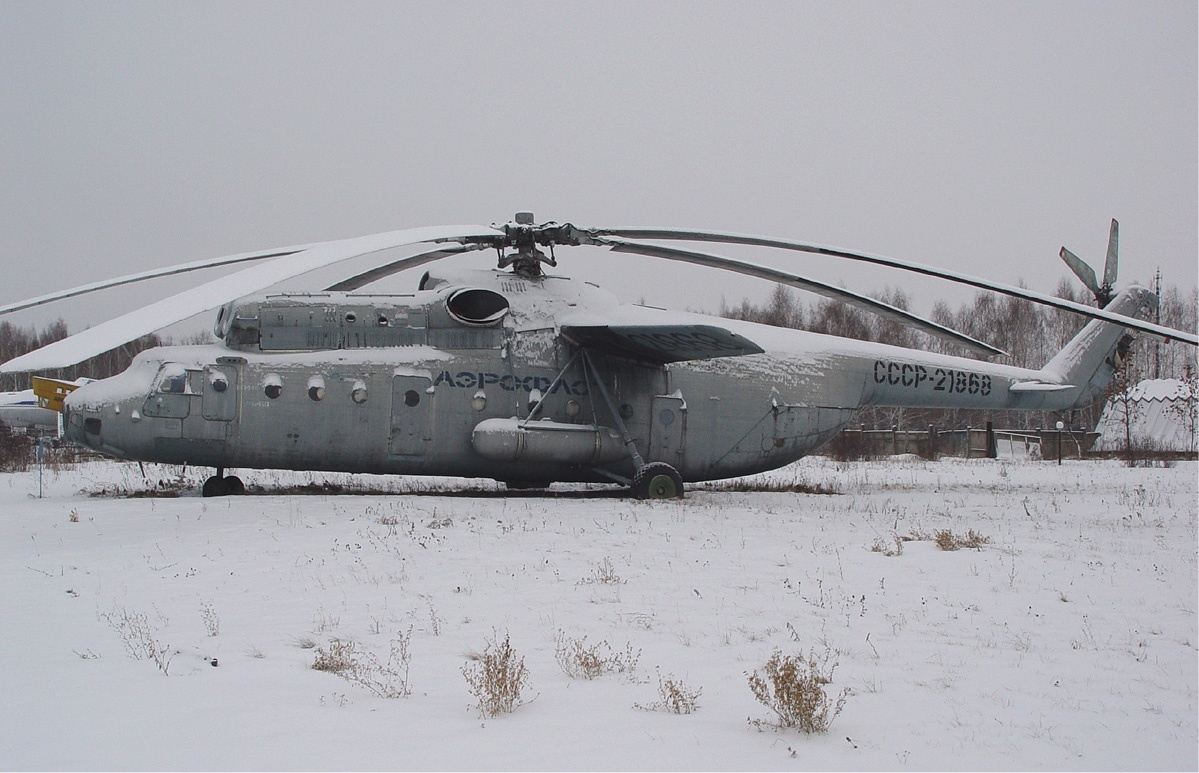
Eine Mi-6. Das Modell bildete die Grundlage für die Entwicklung der Mi-26

Nachdem sich der Mi-6-Hubschrauber Anfang der 1970er-Jahre als unzureichend für die neuen Anforderungen des sowjetischen Militärs erwiesen hatte, wurde die Entwicklung eines leistungsfähigeren Hubschraubers beschlossen. 1970 wurde O. P. Bachow zum Chefentwickler ernannt, der mit seinen Ingenieuren der Moskauer Hubschrauberwerke bis Mitte 1971 die Grundzüge des Projekts erarbeitete, das im Dezember 1971 von der staatlichen Wissenschaftskommission genehmigt wurde. Die gesamte Liste der militärischen Forderungen für die Mi-26 war aber unerfüllbar, sodass zugunsten einer über 400 km in einer Höhe von 1500 Metern zu transportierenden Nutzlast von 20 Tonnen auf eine schwere Bewaffnung, Antrieb mit Dieseltreibstoff und Eigenantrieb für die Räder verzichtet werden musste.
1972 lag dann die äußere Form des Hubschraubers fest. Zwei Modelle im Maßstab 1:1 wurden anschließend von Mil/MWS hergestellt, an denen die Details der Innenausbauten geklärt wurden. Eine Mi-6 wurde zur Erprobung des neuen Rotors umgebaut und lieferte wichtige Ergebnisse zu dessen Konstruktion.
1974 hatte man sich in Zusammenarbeit mit den Zulieferern und nach zahlreichen Versuchen auf ein Modell geeinigt. Von der bisherigen Praxis bei Hubschrauberentwicklungen in der Sowjetunion musste abgewichen werden, um das komplexe Getriebe zu konstruieren. Das Entwicklungsbüro, das bisher alle Triebwerks- und Getriebekomponenten für sämtliche Hubschrauber seit dem Mi-1 geplant hatte, konnte diese Arbeit nicht übernehmen, sodass die Ingenieure von MWS das Getriebe selbst entwickelten. Das zu übertragende Drehmoment war um 50 % größer als bei der Mi-6.
1975 war der Rotor fertiggestellt, der statt der fünf Rotorblätter der Mi-6 acht leichte, neu entwickelte Blätter besaß. So war es möglich, bei einem um 40 % verringerten Gewicht des Rotors den Schub um 30 % zu steigern. Der Heckrotor und einige der nichttragenden Teile wurden aus Verbundwerkstoff gefertigt, um weiteres Gewicht einzusparen. Der Entwicklungschef des Projekts wurde von W. Schutow abgelöst und die wesentlichen Arbeiten in den Folgemonaten abgeschlossen.
Der erste Prototyp des Mi-26 wurde am 31. Oktober 1977 aus der Produktionshalle bei Ljuberzy gerollt und unternahm am 14. Dezember seinen dreiminütigen Jungfernflug. Zwei Prototypen absolvierten 150 Flüge mit insgesamt 104 Flugstunden. Die erste Serienmaschine verließ am 4. Oktober 1980 die Hallen der Hubschrauberfabrik Nr. 168, heute Rostwertol, in Rostow am Don.

## Einsatz

### Militärische Einsätze und Unfälle

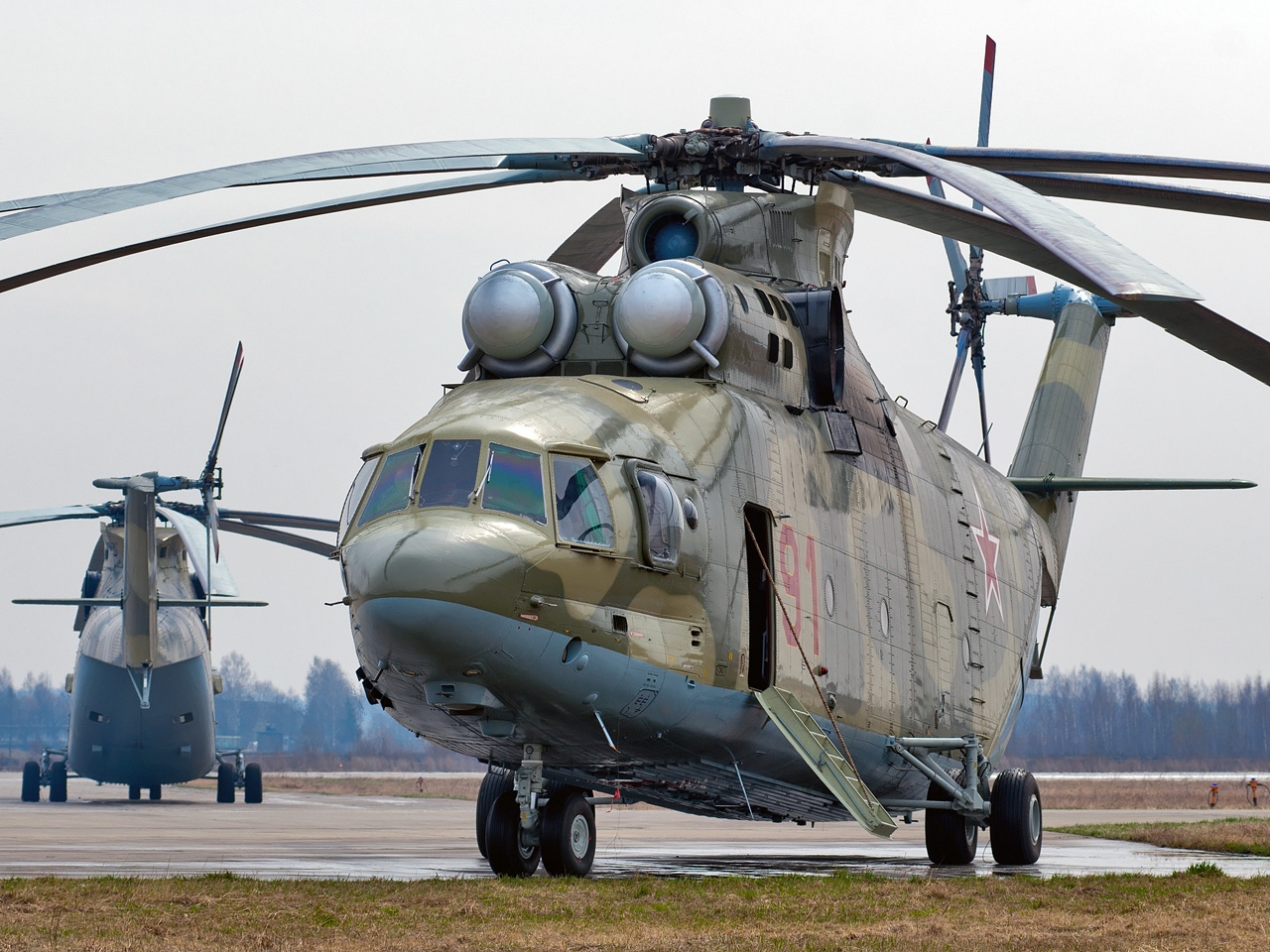
Russische Mi-26 91 in Kubinka, 2010

Zu einem der ersten militärischen Einsätze gehörten Transportaufgaben für die sowjetischen Truppen in Afghanistan. Während eines solchen Fluges einer Mi-26 am 18. Oktober 1985 von Moskau nach Afghanistan gab es bereits über Moskau eine Fehlfunktion des Heckrotors. Der Pilot konnte die Maschine noch aus dem Luftraum des dicht besiedelten Gebietes manövrieren, bei der Notlandung wurde die Maschine jedoch zerstört. Ein Besatzungsmitglied starb, der Pilot erlitt Brüche an beiden Beinen.
Mi-26 wurden während des Bergkarabachkrieges von 1992 bis 1994 für den Transport von Hilfsgütern und die Evakuierung von Flüchtlingen und Truppen eingesetzt. Sie führten mehrere Dutzend solcher Missionen aus, zwei Hubschrauber gingen verloren:
- Am 3. März 1992 wurde eine Mi-26 für die Evakuierung 50 armenischer Flüchtlinge eingesetzt. Eine Mi-8 mit aserbaidschanischen Hoheitskennzeichen verwickelte die absichernde Mi-24 in eine Verfolgungsjagd, während die Mi-26 von einer Boden-Luft-Rakete getroffen wurde und abstürzte. Zwölf Personen starben.
- Am 12. Mai 1992 sollte eine Mi-26 Nahrungsmittel in eine umkämpfte Region transportieren und wurde von einer Luftabwehrrakete getroffen. Die Maschine stürzte über armenischem Gebiet ab und neun Personen starben.

Von 1994 bis 1996 im Ersten- und von 1999 bis 2009 im Zweiten Tschetschenienkrieg wurden Mi-26 hauptsächlich für militärische Transportaufgaben eingesetzt.
Im ersten Krieg flogen sie dabei in der Regel nur bei Dämmerlicht über von gegnerischen Verbänden gehaltenem Gebiet. Nach dem Start stiegen sie auf 100 bis 200 Meter Höhe, um das Risiko, durch Infanteriewaffenbeschuss getroffen zu werden, zu minimieren.
Im zweiten Tschetschenienkrieg waren Mi-26 für den Transport von Nachschubgütern für Truppenverbände in Bergregionen zuständig, wobei sie nur den ersten Teil des Transports leisteten, und Mi-8-Hubschrauber die Verteilung der an Sammelpunkten abgesetzten Güter auf die einzelnen Einheiten übernahmen.
Im Jahr 2002 wurden die Mi-26-Einsätze nur noch unter Begleitschutz durch Mi-24-Kampfhubschrauber oder bei schlechten Sichtverhältnissen geflogen, da Geheimdienstberichte auf den verstärkten Zulauf schultergestützter Flugabwehrraketen bei den Rebellentruppen hindeuteten.
Am 19. August 2002 wurde eine Mi-26 der russischen Luftwaffe, die 150 Soldaten an Bord hatte, dennoch von einer solchen Rakete getroffen, während sie sich im Landeanflug auf den Luftwaffenstützpunkt Chankala bei Grosny befand. Die Triebwerke gerieten in Brand und die Maschine musste notlanden, wobei sie aber in ein Minenfeld am Flugplatz geriet; 115 Menschen kamen ums Leben.

### Ziviler Einsatz

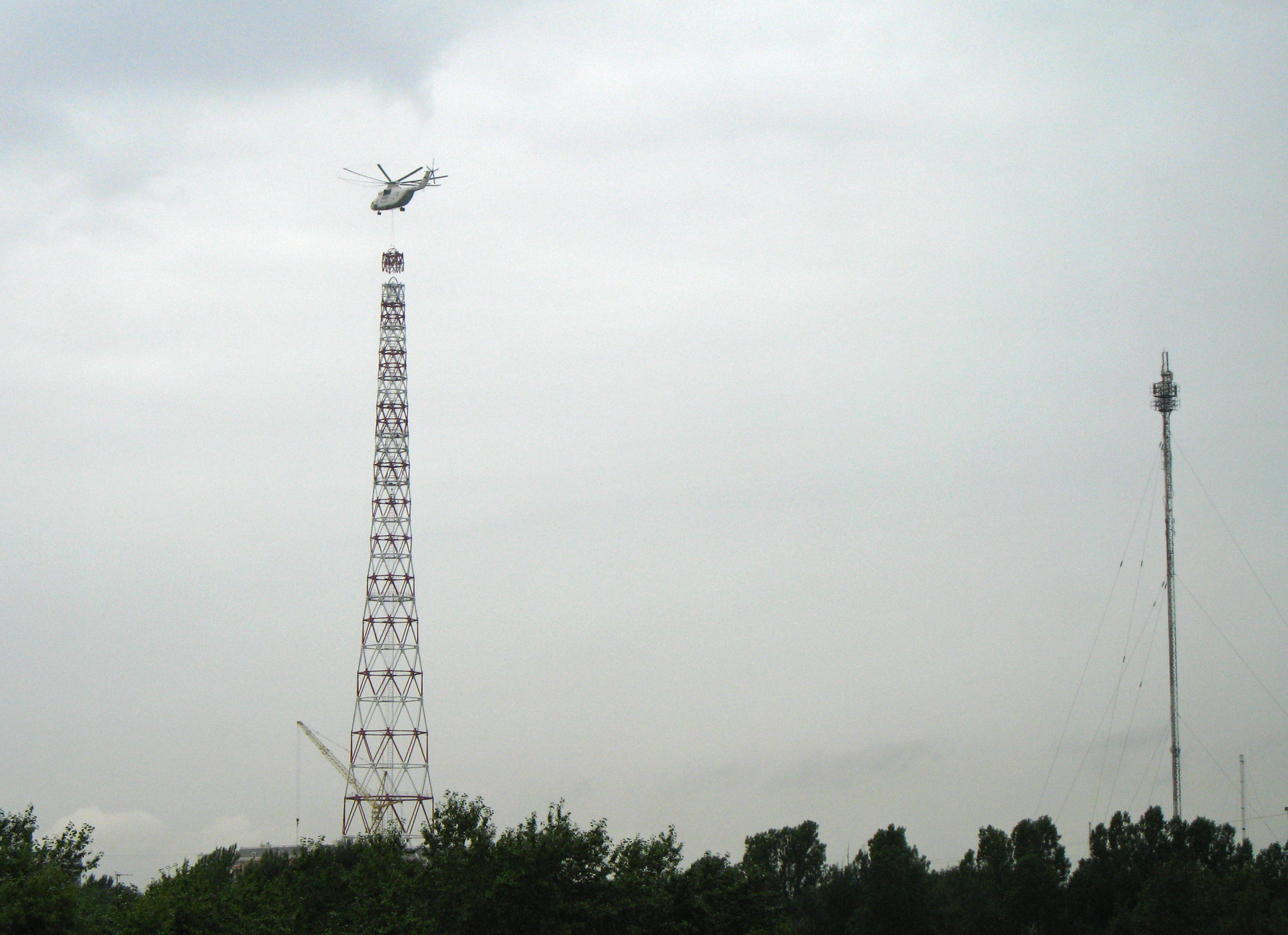
Eine Mi-26 setzt ein Segment auf einen Sendemast bei Moskau, 2006

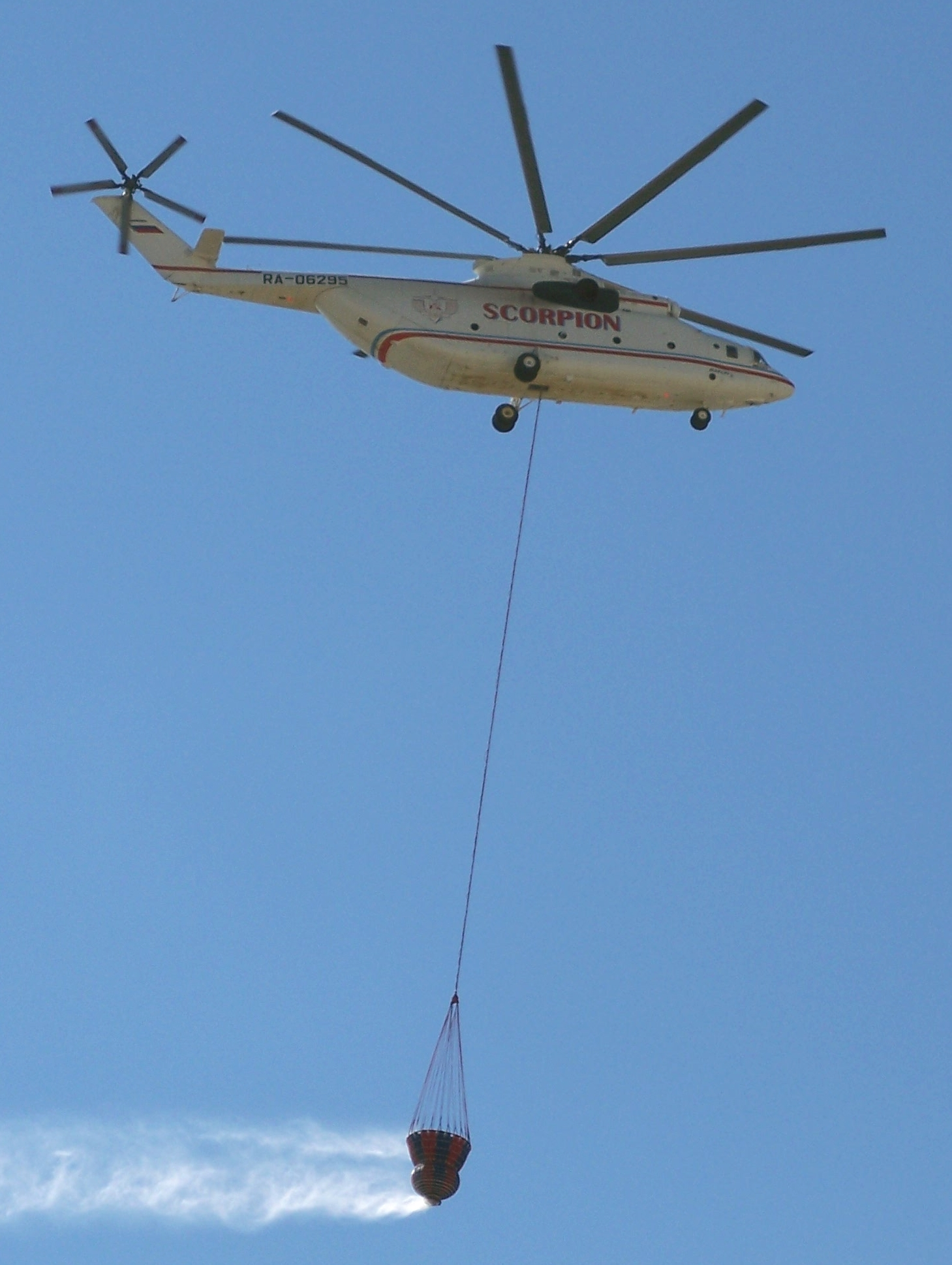
Mi-26TS bei einem Feuerlöscheinsatz über Athen, 2007

Im Rahmen ihrer Erprobung erfüllten Mi-26T Anfang 1986 von Tjumen aus die ersten Transportaufgaben beim Bau von Energieleitungen in Sibirien.
1986 transportierte eine Mi-26 die 18 Tonnen schwere Luftfahrzeugzelle einer Tu-142 vom Militärflugplatz Tschkalowski nach Schtscholkowo.
Nach der Katastrophe von Tschernobyl im Jahr 1986 wurden Mi-26 für zahlreiche Einsätze um den zerstörten Reaktor eingesetzt. Die Maschinen wurden zum Teil in unmittelbarer Nähe des offenen, strahlenden Reaktors eingesetzt und vom Bodenpersonal ohne Schutzmaßnahmen per Hand gereinigt. Die Besatzungen und Piloten erlitten bei diesen Einsätzen Strahlungsschäden. Während eine der Maschinen nach dem Einsatz mit dem 1,5fachen des Normalwerts nur eine schwache Verstrahlung aufwies und im Dienst blieb, wurde eine andere Maschine, die das 10fache des Normalwerts aufwies, nach ihrem letzten Einsatz vergraben.
1988 transportierte eine Mi-26T einen auf 3100 Metern Höhe im Kaukasus notgelandeten Mi-8-Hubschrauber zum Flughafen von Tiflis.
Zwischen 1989 und 1996 waren drei Mi-26T auf Neuguinea eingesetzt, um schweres Bohrgerät, Lastwagen und Planierraupen in den Regenwald zu fliegen, sodass dort eine Landebahn für schwere Transportflugzeuge gebaut werden konnte, um die Infrastruktur für ein Ölförderprojekt zu errichten.
Ein 1945 auf Neuguinea notgelandeter 8,6 Tonnen schwerer A-20G-Bomber wurde im Oktober 1994 von einer der Mi-26T aus einem Sumpf gezogen und zu einem 150 Kilometer entfernten Museum geflogen.
Eine häufige Verwendung der Mi-26T ist das Aufstellen von Pfeilern und Gittermasten für Stromleitungen. 1997 wurden mit einer Mi-26T innerhalb von vier Monaten 120 solcher Masten in der Region Krasnodar aufgestellt.
Am 17. Oktober 1999 wurde mit einer Mi-26 der ca. 23 Tonnen schwere gefrorene Sedimentblock, in dem sich die Überreste des ca. 20.000 Jahre alten Jarkow-Mammuts befanden, geborgen.
2002 wurde ein angemieteter Mi-26 eingesetzt, um zwei notgelandete MH-47-Hubschrauber des US-Militärs aus den afghanischen Bergen zu transportieren. Eine MH-47 wurde dabei 400 km weit transportiert. Die Operation dauerte fünf Stunden und erforderte zwei Tankstopps.
Im Oktober 2005 wurden Mi-26 für Hilfe nach dem Erdbeben in Kaschmir 2005 eingesetzt. Innerhalb von zwei Monaten absolvierte eine der Maschinen 207 Flüge und lieferte 1140 Tonnen Ladung aus.
Zur Bekämpfung von Bränden wurden Mi-26 2003 in Frankreich und 2007 in Griechenland eingesetzt.
Zur Beseitigung der Schäden des schweren Erdbebens in China von 2008 wurden von der chinesischen Regierung zwei Mi-26 beschafft.
Im August 2009 wurde der am America’s Cup teilnehmende Katamaran Alinghi 5 von einer Mi-26T vom Genfersee über die Alpen nach Genua transportiert, nachdem er auf gleiche Weise im Juli 2009 vom Montageplatz in Villeneuve VD zum See überführt worden war. Während des Rückflugs nach Russland wurde die Maschine aufgrund eines Triebwerksschadens zu einer Notlandung am Flugplatz Eggenfelden gezwungen. Zur Behebung des Schadens blieb sie hier etwa drei Wochen.
Im Oktober 2017 transportierte eine kasachische Mi-26 im Rahmen eines Wiederansiedlungsprojekts der Zoologischen Gesellschaft Frankfurt, der Association for the Conservation of Biodiversity of Kazakhstan, Fauna & Flora International und anderer neun asiatische Wildesel in speziell angefertigten Transportboxen 1.200 Kilometer vom Altyn Emel Nationalpark nach Zentralkasachstan.

## Versionen

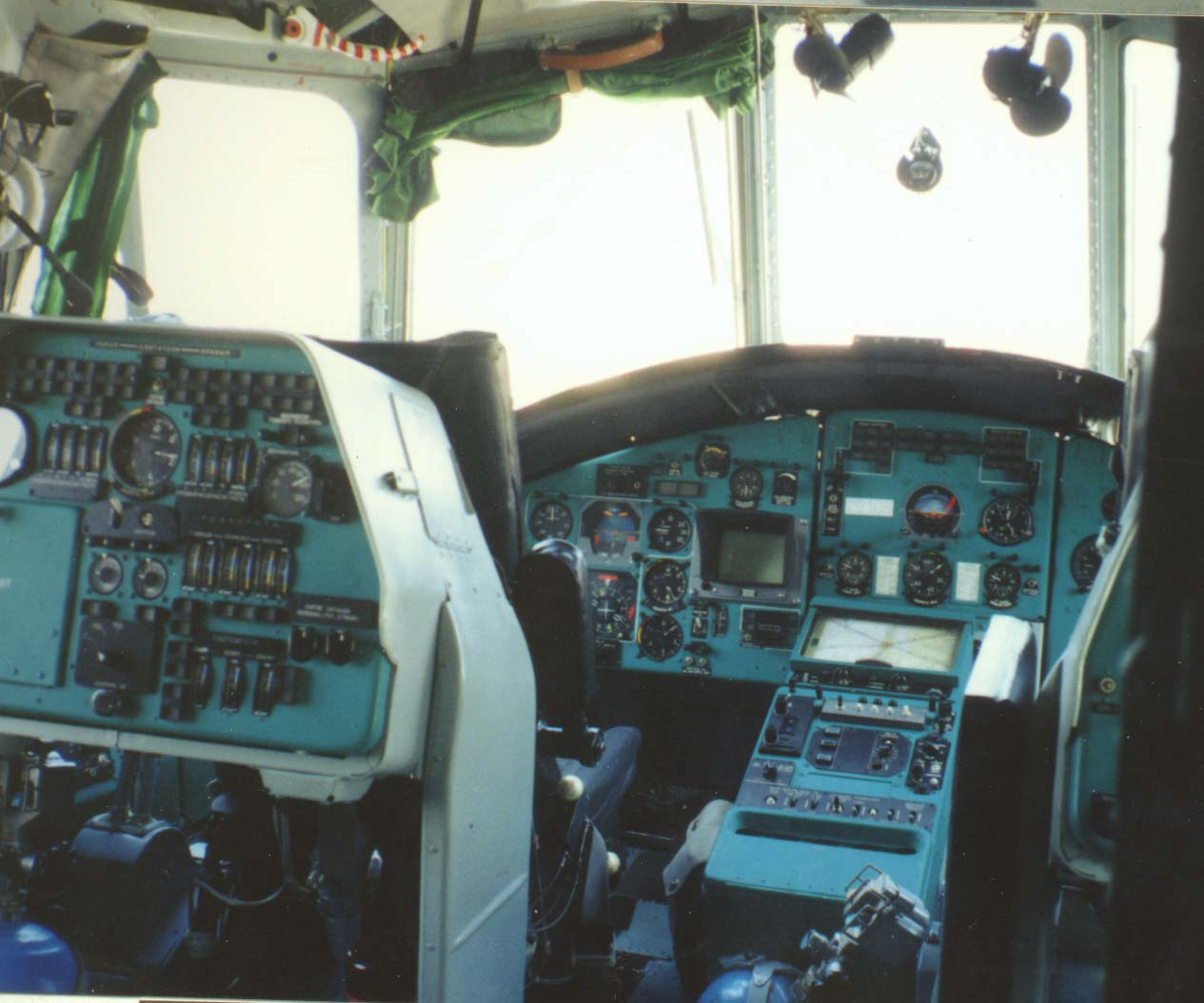
Cockpit einer Mi-26

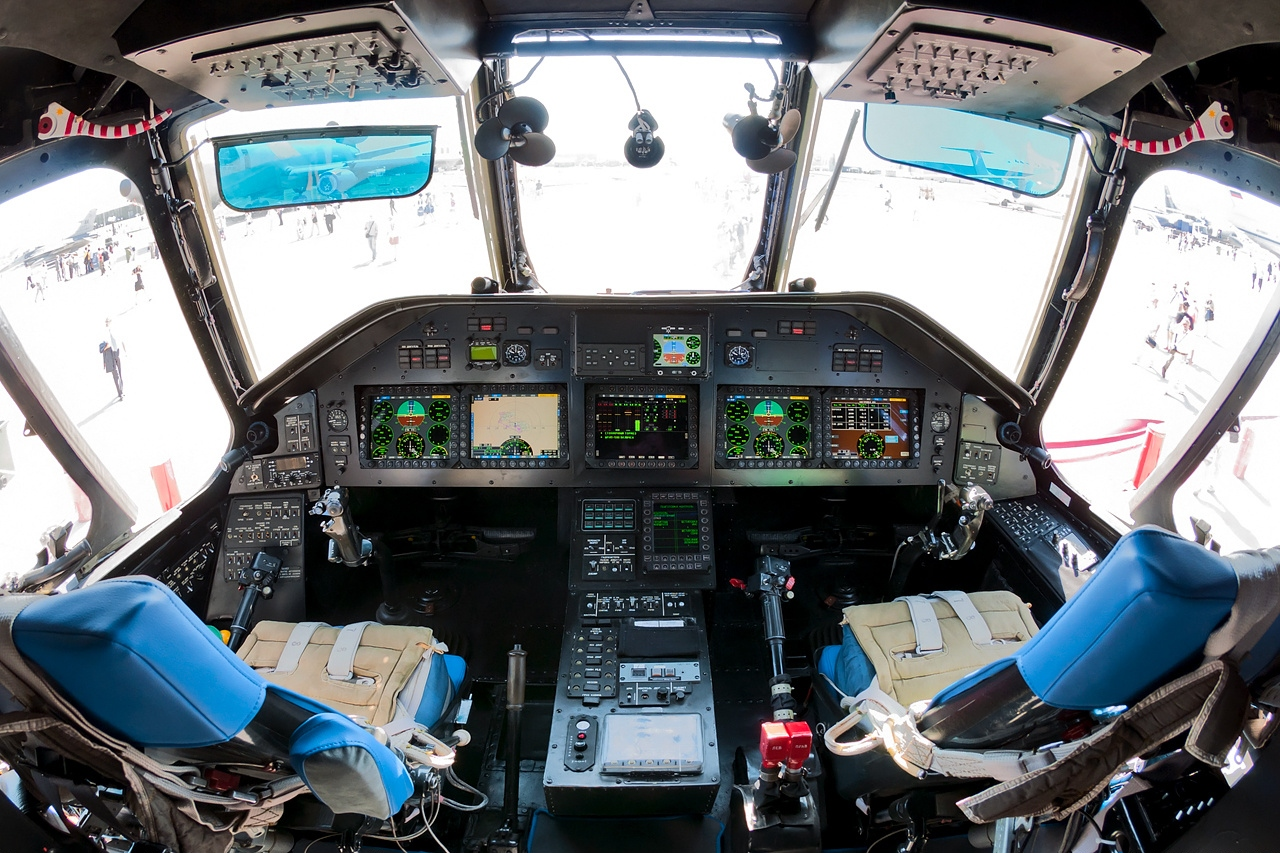
Cockpit einer Mi-26 T2 mit digitalen Instrumenten

- Mi-26 – (russ. Ми-26) militärische Basisversion, von der am 4. Oktober 1980 die erste Maschine der Serienproduktion fertiggestellt wurde. 1986 wurden die ersten Maschinen an Einheiten der sowjetischen Luftwaffe überstellt.
- Mi-26A – (russ. Ми-26А) Prototyp von 1985 für den Test eines automatischen Navigationssystems vom Typ PK-90.
- Mi-26T – (russ. Ми-26Т) Ziviler Transporthubschrauber, der im Januar 1985 in Serie ging. Zahlreiche Anpassungen, wie automatische Sicherungen für die Ladung, ein modifizierter Autopilot zum Ausgleichen der Pendelbewegungen angehängter Ladung wurden montiert, während die militärischen Komponenten, wie beispielsweise das System zum Ausstoßen von Täuschkörpern wegfielen.
- Mi-26TP – (russ. Ми-26ТП) Feuerlöschhubschrauber von 1994, mit vier internen Tanks für bis zu 15.000 Liter Feuerlöschmittel, die in 45 Sekunden abgelassen werden können. Die Wiederbefüllung der Tanks am Boden benötigt maximal 2 Minuten.
- Mi-26TS (zertifiziert) – (russ. Ми-26ТС сертифицированный) 1995 auf Basis der NLGV-2-Zulassungsregeln[a 1] der GUS genehmigte Variante der Mi-26T.
- Mi-26TM – (russ. Ми-26ТМ) Fliegender Kran der Firma Rostwertol von 1993, mit Fly-by-wire-Kontrollsystem und einer Beobachtungskuppel im Rumpf für den Piloten.
- Mi-26PK – (russ. Ми-26ПК) Fliegender Kran der Firma MWS (Moskowski Wertoleti Sawod – Moskauer Hubschrauberwerk) von 1997, mit einem Steuerstand für den Kranführer an der Backbordseite des Rumpfes.
- Mi-26TS – (russ. Ми-26ТС) Fliegendes Hospital mit einem Laborraum, Operationsraum für einen Patienten, Vorbereitungsraum für zwei Patienten, einer Intensivstation für vier weitere, einer zusätzlichen Fläche für bis zu fünf Patienten auf Krankentragen und Sitzgelegenheiten für drei leicht verletzte Personen. (In der Version als reiner Transporter können bis zu 60 Patienten auf Krankentragen mit Pflegepersonal transportiert werden.)
- Mi-26L 235 – (russ. Ми-26Л 235) Geologischer Forschungshubschrauber für Prospektionsaufgaben von 1987.
- Mi-26S – (russ. Ми-26С) Katastrophenschutzhubschrauber zur Bekämpfung der Folgen der Tschernobyl-Katastrophe von 1986. Die einzige Maschine dieser Version wurde innerhalb von nur drei Tagen so modifiziert, dass sie über dem Gebiet Dekontaminationsmittel versprühen konnte.
- Mi-26TZ – (russ. Ми-26ТЗ) Betankungshubschrauber für Luft- und Bodenbetankung mit vier Schläuchen für Luft- und bis zu 20 für Bodenbetankungsoperationen. 14.000 Liter Treibstoffvorrat in Tanks und bis zu 1.040 Liter Flüssigkeiten in Kanistern. Maximal vier Maschinen wurden ab 1996 gebaut.
- Mi-26PP – (russ. Ми-26ПП) Prototyp als Testträger für Elektronische Gegenmaßnahmen (ECM) von 1986.
- Mi-26NEF-M – (russ. Ми-26НЕФ-М) Prototyp eines Hubschraubers für die U-Jagd von 1990, mit Tauchsonar und einem Detektor für magnetische Anomalien (MAD), der aus der Landerampe abgesenkt und dann geschleppt werden konnte.
- Mi-27 – (russ. Ми-27) Als fliegender Gefechtsstand konstruierte Version von 1988. Zwei Maschinen des Typs wurden gebaut und beherbergten sechs Arbeitsplätze für Kommunikationspersonal, einen Technikraum und einen Mehrzweckbereich.
- Mi-26P – (russ. Ми-26П) Prototyp eines Hubschraubers von 1992 für die Grenztruppen mit spezieller Kommunikationsausrüstung.
- Mi-26M – (russ. Ми-26М) Version von 1992, die mit modifizierten Rotorblättern und einer neuen D-127-Gasturbine für bessere Flugleistungen ausgerüstet ist.
- Mi-26T2 – (russ. Ми-26Т2) Modernisierungspaket für ältere Mi-26-Versionen mit starker Automatisierung zur Reduzierung der Besatzung auf nur noch die beiden Piloten. Digitales Cockpit, Wetterradar, GPS-System und weitere Anpassungen werden von den Firmen MWS und Rostwertol angeboten.

## Nutzer

### Militärische Nutzer

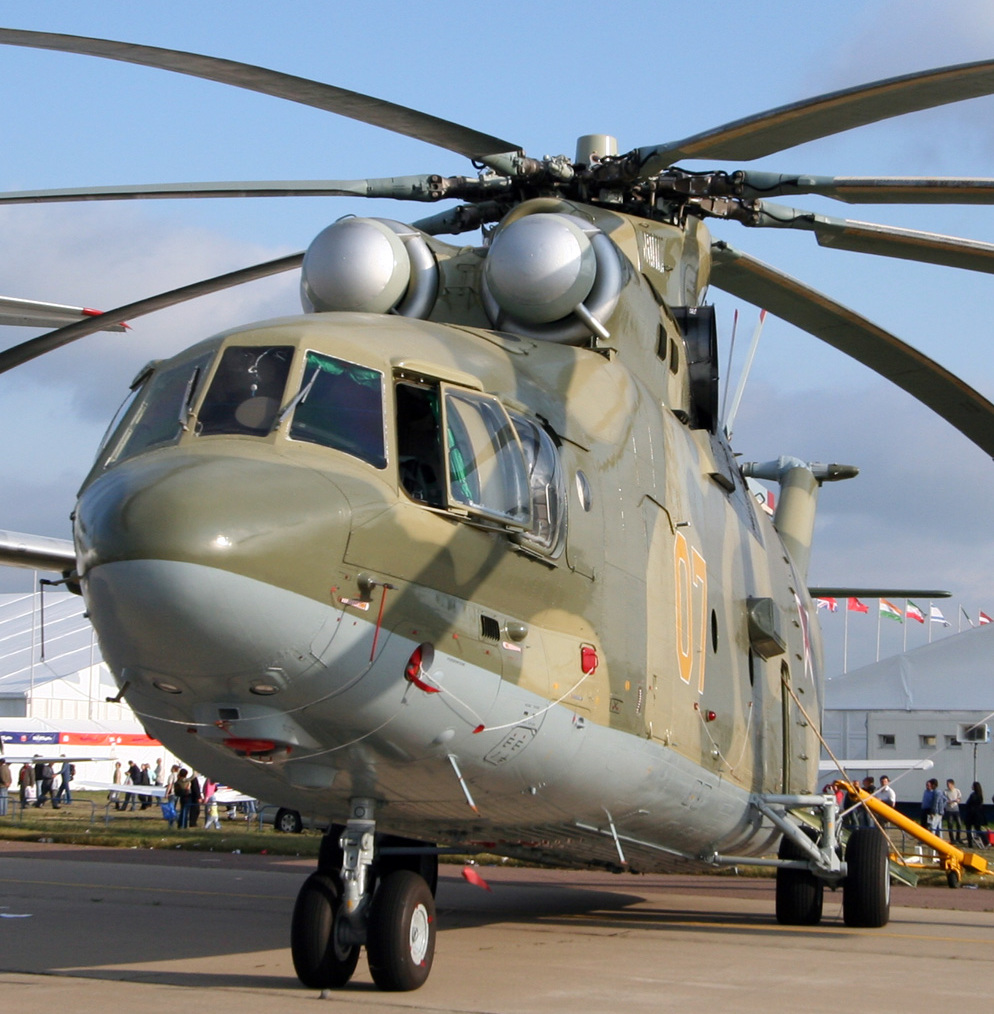
Mi-26 der Russischen Streitkräfte

- Algerien: Algerische Luftstreitkräfte

14 × Mi-26 aktiv (Auslieferung seit 2015)
- Indien: Indian Air Force

3 × Mi-26 aktiv (8 Maschinen eingelagert)
- Jordanien: Jordanische Luftstreitkräfte

4 × Mi-26T2 (die erste der 4 Maschinen wurde im Januar 2018 geliefert)
- Kambodscha: Royal Cambodian Air Force (Kambodschanische Luftwaffe)

0 × Mi-26 aktiv (2 Maschinen eingelagert)
- Kasachstan: Kasachische Luftwaffe

4 × Mi-26 aktiv (15 Maschinen eingelagert)
- Demokratische Republik Kongo: Kongolesische Luftwaffe

1 × Mi-26
- Laos: Laotische Streitkräfte

1 × Mi-26
- Mexiko: Mexikanische Luftwaffe

1 × Mi-26
- Peru: Peruanische Luftwaffe

1 × Mi-26 (2 Maschinen eingelagert)
- Russland: Russisches Heer

30 × Mi-26
- Nordkorea: Koreanische Luftstreitkräfte

4 × Mi-26 (1996 von Russland geliefert)
- Ukraine: Ukrainisches Heer

10 × Mi-26 (8 Maschinen eingelagert)
- Usbekistan: Usbekische Luftwaffe

1 × Mi-26
- Venezuela: Venezolanische Luftwaffe

3 × Mi-26
- Belarus: belarussische Luftwaffe

10 × Mi-26 (5 Maschinen eingelagert)

### Zivile Nutzer
- Volksrepublik China China Flying Dragon Aviation

2 × Mi-26T
- Südkorea Samsung

4 × Mi-26TM bestellt 1997
- Russland

Aeroflot
Awialift Wladiwostok
Scorpion (in Griechenland wird deren Mi-26 unter anderem als Löschhubschrauber eingesetzt)
UTair Aviation
Russischer Katastrophenschutz. Das Unternehmen Heliswiss International mietet bei Bedarf eine Mi-26T des russischen Katastrophenschutzes an.

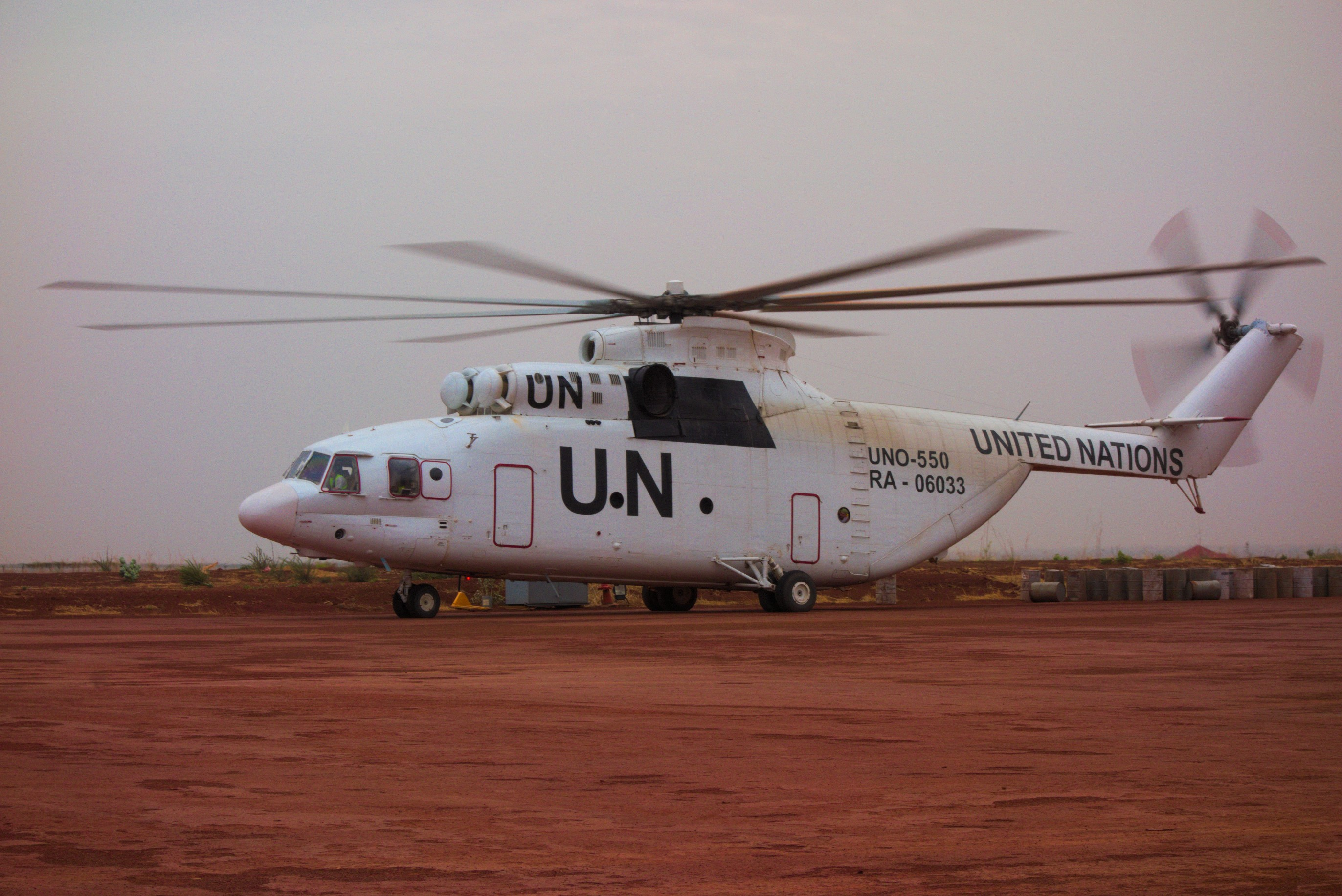
Von UNMISS im Südsudan eingesetzte Mi-26T

- UNO: die Vereinten Nationen setzen geleaste Mi-26 ein

## Technische Daten

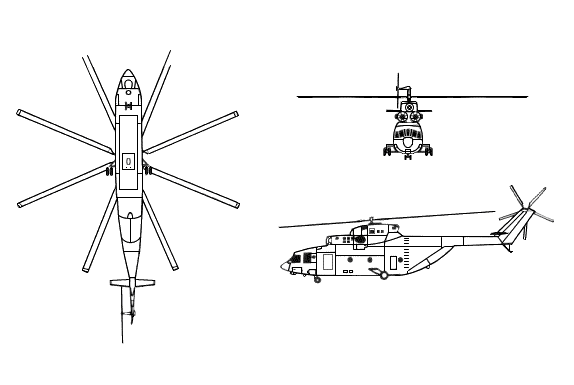
Risszeichnung Mil Mi-26

| Kenngröße                         | Daten                                                                                                |
| --------------------------------- | --- |
| Besatzung                         | 4–5                                                                                                  |
| Passagiere                        | 82                                                                                                   |
| Gesamtlänge bei drehenden Rotoren | 40,025 m                                                                                             |
| Rumpflänge ohne Heckrotor         | 33,73 m                                                                                              |
| Rotordurchmesser                  | 32,00 m                                                                                              |
| Rotorkreisfläche                  | 804,25 m²                                                                                            |
| Höhe bis Rotorkopf                | 8,15 m                                                                                               |
| Höhe, gesamt                      | 11,60 m                                                                                              |
| Frachtraumgröße                   | 12,10 m × 3,29 m × 3,17 m (136 m³)                                                                   |
| Antrieb                           | 2 ZMKB Progress Lotarjow D-136 mit je 7.355 kW (10.000 PS) später 2 PD-12W, auf 11.500 PS gedrosselt |
| Marschgeschwindigkeit             | 265 km/h (143 kt)                                                                                    |
| Höchstgeschwindigkeit             | 295 km/h (160 kt)                                                                                    |
| Einsatzreichweite                 | 800 km                                                                                               |
| Leermasse                         | 28.600 kg                                                                                            |
| Rüstmasse                         | 49.500 kg                                                                                            |
| max. Startmasse                   | 56.000 kg                                                                                            |
| max. Nutzlast                     | 20.000 kg                                                                                            |
| Kraftstoffvorrat                  | 12.000 l                                                                                             |
| Gipfelhöhe                        | 5.000 m                                                                                              |

## Selbstverteidigungssysteme

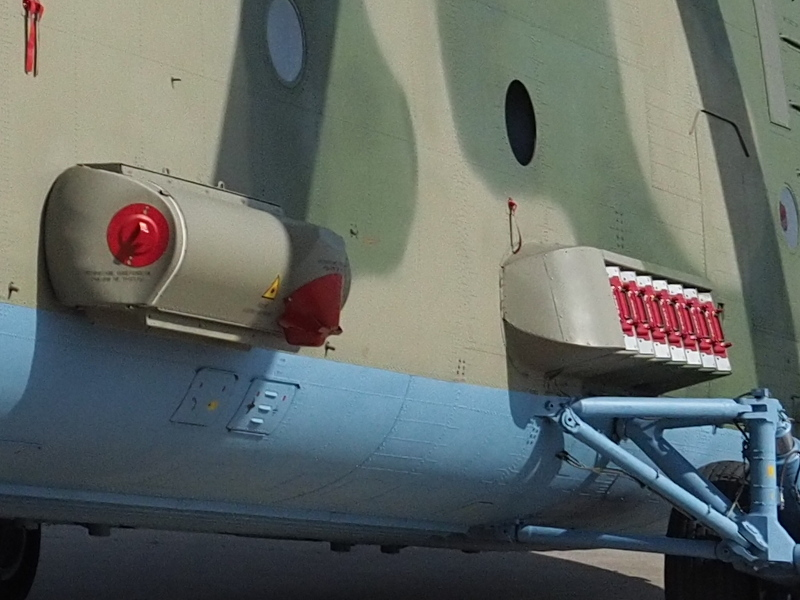
Links: DIRCM-Behälter, rechts: Täuschkörperwerfer am Mil Mi-26 T2V

Die russischen Mi-26 werden aufgrund der Erfahrungen im Konflikt mit Georgien seit 2011 mit dem vollintegrierten und automatischen Selbstverteidigungssystem „Witebsk“ L-370W26L von NII Ekran FGUP modernisiert. Dieses setzt sich aus folgenden Komponenten zusammen:
Aktive Maßnahmen
- 2 × L-370-5 „President-S“ – optoelektronisches Infrarot-Lenkwaffen-Störgerät (DIRCM)
- 28 × OAK-UW-26C-Täuschkörperwerfer mit je 32 × 26,6-mm-Hitzefackel-Täuschkörpern (OMI-PPI-26 oder Adros PIK-26). Pro Rumpfhälfte sind in je einer aerodynamischen Verkleidung 14 Werfer oberhalb des Hauptfahrwerkes angebracht.
- 2 × Artem ASO-2I-Täuschkörperwerfer (32 × 50-mm-IR-Täuschkörper) in den älteren militärischen Versionen.

Passive Maßnahmen
Die Sensoren sind in zwei aerodynamischen Behältern beidseitig vor dem Hauptfahrwerk angebracht
- 2 × Asowsky / NTC Reagent L-136 „Mak-UFM“ – Infrarotemissionen suchender Raketenanflugwarnsensor (MAWS)[16]
- 2 × SOMS L-140-„Otklik“-Laserwarnsensor
- 2 × CKBA Awtomatika SPO-32 / L-150-28-„Pastel“-Radarwarnsensor

## Mediale Rezeption
Für den Actionfilm Stirb langsam – Ein guter Tag zum Sterben stellte der belarussische Katastrophenschutz (MTschS Belarus) eine seiner Mi-26T (EW-260TF) für einige Szenen zur Verfügung.